# Эль-Кондадо-де-Хаэн
Эль-Кондадо-де-Хаэн (исп. El Condado (Jaén))  — район (комарка) в Испании, входит в провинцию Хаэн в составе автономного сообщества Андалусия.

## Муниципалитеты
| Муниципалитет           | Население | Площадь км² | Плотность населения чел./км² |
| ----------------------- | --------- | ----------- | ---------------------------- |
| Аркильос                | 1.985     | 65          | 30,47                        |
| Кастельяр-дель-Кондадо  | 3.748     | 155,48      | 24,1                         |
| Чиклана-де-Сегура       | 1.191     | 233,7       | 5,09                         |
| Монтисон                | 1.956     | 211,93      | 9,43                         |
| Навас-де-Сан-Хуан       | 5.047     | 175         | 29                           |
| Сантистебан-дель-Пуэрто | 4.959     | 373         | 12,97                        |
| Вильчес (Хаэн)          | 5.018     | 274         | 18,02                        |